# Дялу-Маре (Бакеу)
Дялу-Маре (рум. Dealu Mare) — село у повіті Бакеу в Румунії. Входить до складу комуни Мегура.
Село розташоване на відстані 241 км на північ від Бухареста, 7 км на південний захід від Бакеу, 88 км на південний захід від Ясс, 136 км на північний схід від Брашова.

## Населення
За даними перепису населення 2002 року у селі проживали 304 особи, усі — румуни. Усі жителі села рідною мовою назвали румунську.